# Vicia ervilia
Espèce
Vicia ervilia est une espèce de plantes à fleurs dicotylédones de la famille de Fabaceae, sous-famille de Faboideae, originaire du bassin méditerranéen.
C'est une petite plante herbacée, annuelle, diploïde, auto-pollinisée, aux gousses lomentacées et aux graines anguleuses caractéristiques, qui fait partie des plus anciennes plantes domestiquées depuis le Néolithique  dans le Croissant fertile. De nos jours, c'est une culture secondaire encore présente dans le bassin méditerranéen et en Asie du Sud-Ouest. Le principal producteur en est la Turquie.
Cette plante a des graines amères et toxiques, mais qui peuvent être consommées par des personnes ou des animaux après un traitement adéquat. Les graines doivent être bouillies dans de l'eau, et cette eau renouvelée plusieurs fois, pour permettre d'enlever la majeure partie de leur amertume, donnant un produit à la texture agréable et une saveur de noisette.
Noms vernaculairesers, ervilier, ervilière, lentille bâtarde, lentille du Canada, vesce amère, vesce bâtarde, vesce blanche, vesce ervilia,,.

## Description
Vicia ervilia est  une plante annuelle, herbacée, ramifiée et glabrescente, à tiges dressées ou ascendantes, ramifiées, pouvant atteindre de 20 à 50 cm de haut, dont les racines forment un réseau dense.
C'est une herbe au port dressé, très ramifié, aux feuilles sans vrille ou avec une vrille simple, peu développée. Les feuilles, composées pennées, comptent de 4 à 20 paires de folioles mucronées, oblongues-linéaires, de 5 à 15 mm de long sur 1 à 4 mm de large, densément couvertes de poils apprimés.
Elles portent à la base des stipules dentées, presque en forme de flèche.
Les inflorescences, portées par un pédoncule plus court que les feuilles, sont composées de 1 à 4 fleurs.
Les fleurs, de 6 à 12 mm,  ont des sépales soudés en tube, dont les extrémités (dents), en forme d'arêtes, sont plus longues que le tube. La corolle est blanchâtre, rosâtre ou bleu pâle, parfois avec des stries violettes.
Les gousses lomentacées (c'est-à-dire resserrées entre chaque graine), pendantes, de couleur jaune paille à maturité, mesurent de 15 à 30 mm de long sur 5 à 6 mm de large et comprennent 2 à 4 graines. Jusqu'à cinq gousses peuvent se développer à partir d'un même nœud.
Celles-ci sont de couleur marron ou avec un motif noir en surface, angulaires (tétrahédriques) ou globuleuses, glabres et ont 5 à 6 mm de diamètre. On compte de 25 000 à 35 000 graines par kg.
La plante est auto-compatible et auto-pollinisée. La floraison se produit d'avril à juin, la maturation des graines en juillet. 
Les formes sauvages ressemblent fortement aux variétés cultivée, mais s'en distinguent par leurs gousses déhiscentes et leurs graines légèrement plus petites.
A l'instar d'autres légumineuses, les graines de la vesce amère contiennent divers facteurs antinutritionnels, notamment des glucosides cyanogénétiques, de la canavanine et des inhibiteurs de la trypsine.

## Génétique
On connaît des formes sauvages de Vicia ervilia et des formes cultivées (variétés traditionnelles locales et cultivars modernes) qui constituent deux pools géniques interfertiles, ayant le même nombre de chromosomes (2x=2n=14). 
Les formes sauvages se caractérisent par une croissance en rosette en culture sous serre, et par leurs gousses déhiscentes, trait contrôlé par deux gènes dominants.
Des cultivars modernes ont été sélectionnés au XXe siècle, comme par exemple le cultivar '0-4', créé en Grèce dans les années 1960 à partir de germoplasme collecté au cours des années 1930 et introduit depuis dans d'autres pays, ou la variété 'Ammara' sélectionnée au Liban. En Espagne, il existe cinq cultivars commerciaux : 'Huly', 'Taranto', 'Moro DA 5', 'Moro DA 131' et 'Moro DA 291'. Des études à l'ICARDA (Centre international de recherche agricole dans les zones arides) ont identifié des souches prometteuses et diversifiées pour l'agriculture en zones arides.

## Utilisation
Les grains cassés ressemblent à des lentilles rouges. Pour la consommation humaine, l'amertume et la toxicité des graines doivent être éliminée par lessivage à l'eau bouillante avec plusieurs changements d'eau. En raison de cette amertume, il est peu probable qu'on puisse accidentellement confondre la vesce ervilia avec des lentilles rouges.
Selon Zohary et Hopf, ces graines ne sont consommées que par les personnes appartenant aux classes économiques les plus pauvres, ou en temps de famine.
Pline l'Ancien indique que cette plante (ervum) a une valeur médicinale à l'instar de la vesce (vicia), citant des lettres d'Auguste dans lesquelles l'empereur romain écrivait qu'il avait recouvré la santé grâce à un régime de vesce amère (Histoire naturelle (Pline l'Ancien) 18.38).
En alimentation animale, ces graines sont un aliment concentré qui peut être donné en grandes quantités aux ruminants (ovins et bovins). La vesce amère  a notamment été un aliment privilégié des vaches laitières en Espagne et au Maroc.
Les graines sont généralement trempées au préalable afin de les rendre plus appétentes et plus digestes.
La plante entière est également utilisée comme fourrage.
Les agriculteurs de l'Ancien Monde l'ont tenu en haute estime depuis les débuts de l'agriculture pour améliorer la valeur nutritionnelle des aliments composés.

## Distribution
Les souches sauvages de Vicia ervilia ont une aire de répartition limitée à une région qui comprend essentiellement l'Anatolie, l'Arménie et le nord de l'Irak, avec une extension vers le sud le long des montagnes de l'Anti-Liban, y compris le mont Hermon et le Djebel el-Druze, en Syrie, au Liban et en Jordanie. Des traces des premiers cas domestiqués ont été retrouvées en Turquie dans plusieurs sites archéologiques, dont la datation par le radiocarbone non corrigée remonte au 7e et 6e millénaires avant J.-C..

## Culture

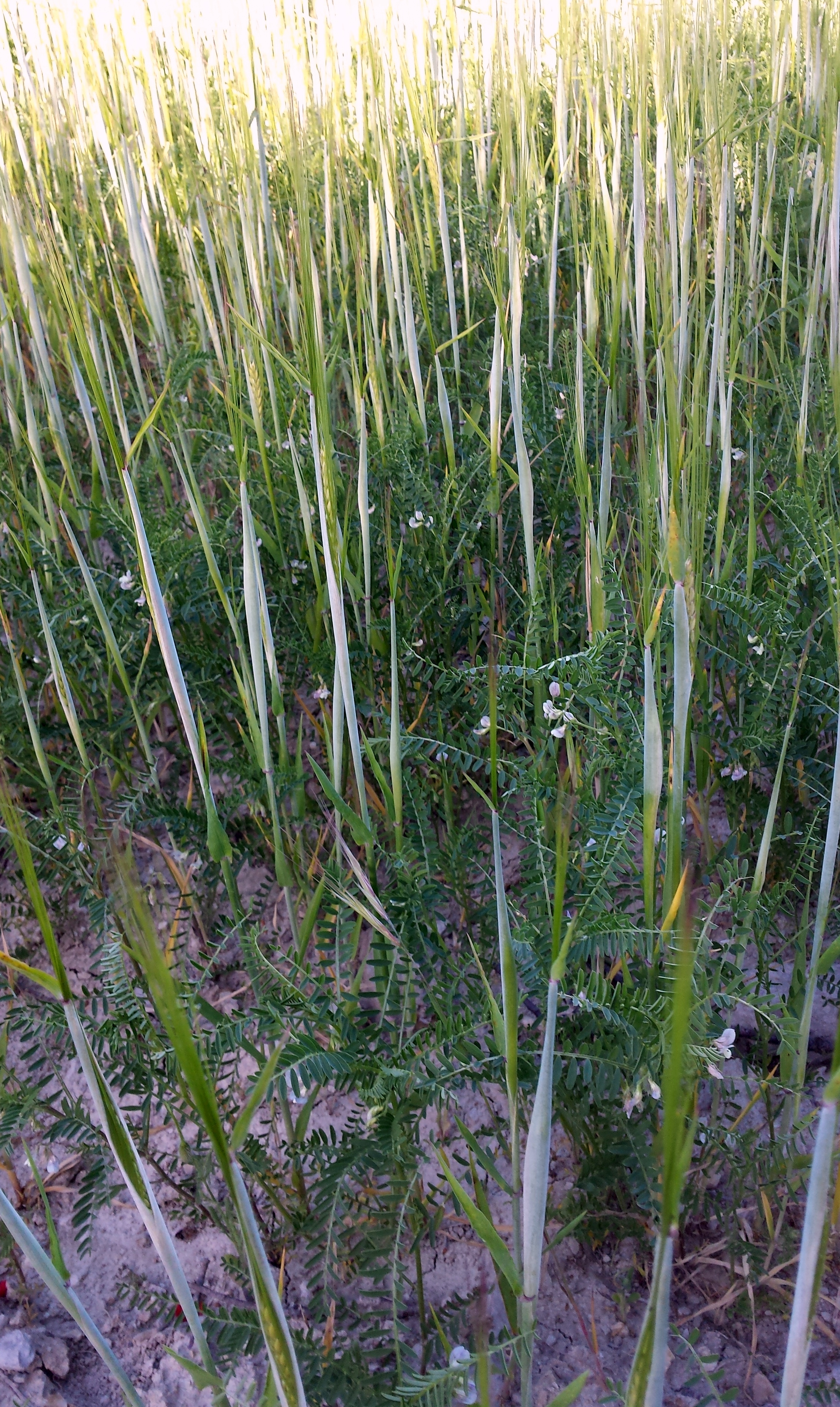
Ers utilisant de l'orge comme support.

Vicia ervilia est une plante facile à cultiver et qui réussit bien dans les sols peu profonds. Les plantules s'établissent très rapidement après le semis.
C'est une plante tolérante à la sécheresse et au froid et qui est efficace pour fixer l'azote atmosphérique. Cependant une étude australienne de 1996 montre que la nodulation se fait mal avec l'inoculum commercial de Rhizobium qui marche généralement bien avec d'autres espèces de la tribu des Fabeae et qu'il convient de prendre des précautions avant d'introduire la culture dans de nouvelles régions.
En raison de leur port compact, ces plantes sont faciles à récolter et à collecter après les avoir déracinées. Les plantes mûres se recourbent sur le sol pendant le séchage, nécessitant ainsi l'utilisation d'élévateurs pour faciliter la récolte mécanique. 
Les génotypes modernes de vesce amère se caractérisent par une germination rapide et des gousses indéhiscentes. La teneur en canavanine, acide aminé toxique, est relativement faible (0,01 à 0,2 % du poids sec des graines). Des rendements en graines de 3 tonnes / ha ont été atteints en Espagne. Le choix d'herbicides pour la maîtrise des mauvaises herbes dans les champs est limité, il est cependant possible de sélectionner au sein de l'espèce des souches présentant une meilleure tolérance aux herbicides.
Les graines de vesce amère sont riches en protéines (20 à 27 %) et sont appréciées comme aliments pour le bétail, les moutons et les chameaux, bien que chez certains ruminants, tels que moutons et chèvres, leur part dans la ration ne devrait pas excéder 25 %. Le traitement des graines (mouture, trempage, fermentation) est souvent pratiqué, même pour l'alimentation des ruminants. Ses graines et ses feuilles peuvent être toxiques pour les animaux monogastriques, tels que la volaille et les porcs.
Chez l'homme, l'espèce a causé  des cas de neurolathyrisme, trouble neurotoxique invalidant irréversible.

## Synonymes
Selon Catalogue of Life (23 novembre 2016) et INPN (23 novembre 2016) :
- Ervilia sativa Link, 1822
- Ervum ervilia L., 1753 (basionyme)
- Ervum plicatum Moench, 1794
- Lens pygmaea Grossh., 1939
- Rhynchium plicatum Dulac, 1867